# Ребриково (Липецкая область)
Ребриково — деревня Измалковского района Липецкой области и Измалковского сельсовета.

## География
Деревня Ребриково расположена западнее деревни Метелкино.
Рядом с деревней проходит автомобильная дорога 42К-427, от которой в Ребриково приходит отдельная дорога. Имеется одна улица — Песочная.
На территории деревни находится пруд.

## Население
| 2010 |
| ---- |
| 56   |